# Detlef Schrempf
Detlef Schrempf (* 21. Januar 1963 in Leverkusen) ist ein ehemaliger deutschamerikanischer Basketballspieler, der seit dem Verlust seiner deutschen Staatsangehörigkeit nur noch die US-Staatsbürgerschaft besitzt.
Der Rheinländer war zu Beginn seiner aktiven Karriere der beste deutsche Basketballer seiner Zeit und erhielt in den USA bereits an der High School im Staate Washington den Spitznamen „Det the Threat“ („Detlef, die Bedrohung“). Der 2,08 Meter große Schrempf spielte von 1985 bis 2001 als Forward in der NBA. Mit den Seattle SuperSonics konnte er in den 90er Jahren einmal die NBA-Finals erreichen und wurde dreimal NBA All-Star. 2021 wurde er in die FIBA Hall of Fame, Ruhmeshalle des Basketballweltverbandes FIBA, aufgenommen.

## Spielerlaufbahn
Der aus Leverkusen-Boddenberg stammende Schrempf, dessen Vater Berthold beruflich als Straßenbau- und Kanalarbeiter tätig war, spielte in seiner Heimatstadt zunächst Fußball. Nach einem Schulwechsel wurde John Ecker sein Sportlehrer, der für Leverkusens Basketballmannschaft spielte. Bei Ecker lernte Schrempf mit 13 Jahren im Sportunterricht Basketball kennen. In die Nachwuchsabteilung von Bayer 04 Leverkusen kam er, als Otto Reintjes ihn mit einer Schulmannschaft Basketball in der Wilhelm-Dopatka-Halle spielen sah. Eigener Aussage nach merkte Schrempf nach wenigen Übungseinheiten, dass er recht gut im Basketball war. Das habe ihm Selbstbewusstsein verschafft. Schrempf bezeichnete sich selbst als Spätentwickler, im Alter zwischen 16 und 18 Jahren setzte bei ihm verstärktes Körperwachstum ein.
Schrempf, der enormen Ehrgeiz und Trainingsfleiß entwickelte und laut seinem Vater „immer nur den Sport im Kopf“ hatte, trainierte als Jugendlicher bei mehreren Leverkusener Mannschaften im Nachwuchs- und Erwachsenenbereich mit. Des Weiteren übte er an einem Korb, den er zusammen mit seinem Vater am Wohnhaus der Familie angebracht hatte. Schrempf sagte über sich, er habe „jede freie Minute Basketball gespielt“. Reintjes gehörte als Jugendtrainer in Leverkusen zu seinen Förderern. Schrempf beschrieb seine Basketballausbildung durch Reintjes später als gut und umfassend. Reintjes sei davon überzeugt gewesen, dass die Position eines Spielers nicht durch dessen Körpergröße festgelegt werden sollte, so Schrempf. Von seinem Leverkusener Förderer Reintjes wurde Schrempf als „total motiviert und ehrgeizig“ beschrieben. Als Beispiel für Schrempfs Leistungsstreben als Jugendlicher nannte Reintjes dessen Mitwirken in einem Schulspiel, obwohl er am Vortag beim Basketball mehrere Zähne verloren hatte. Henning Harnisch, der mit ihm in der A-Nationalmannschaft zusammenspielte, sagte über Schrempf, dieser sei in Bezug auf den Basketball fanatischer gewesen, „als alle, die ich kenne“. In einer Einschätzung der sportlichen Perspektive Schrempfs sagte Reintjes dem damals Jugendlichen voraus, dass dieser „ein guter National- und Bundesligaspieler“ werden könne. Diese Einschätzung übertraf Schrempf später deutlich.
Schrempf erwog, ein Jahr als Austauschschüler an eine High School in die Vereinigten Staaten zu wechseln. Der Leverkusener Spieler Greg Lee und sein Bruder Chris Lee, der in Leverkusen als Trainer tätig war, wollten Schrempf zu einer Schule in Los Angeles vermitteln. Da dieser Plan nicht umgesetzt wurde, folgte er der Empfehlung des Leverkusener Spielers Thomas Röhrich, der Mitte der 1970er Jahre Austauschschüler an der Centralia High School gewesen war. Schrempf ging zur Saison 1980/81 an dieselbe Schule in die Kleinstadt Centralia in den US-Bundesstaat Washington, deren Mannschaft er 1981 zum Gewinn des Meistertitels in Washington führte. Schrempf blieb mit der Schulmannschaft in der Saison ohne Niederlage. Für die Schule nahm er ebenfalls in der Disziplin Hochsprung an Leichtathletik-Wettkämpfen teil. Schrempf lebte in Centralia zunächst bei seinem Basketballtrainer und dann bei einer basketballbegeisterten Gastfamilie. Als er nach rund einem Jahr nach Deutschland zurückkehrte, fiel seinen ehemaligen Mannschaftskollegen auf, dass es Schrempf schwerfiel, Deutsch zu sprechen, erinnerte sich Schrempf später. In den USA zu bleiben, hatte Schrempf eigener Aussage nach zunächst nicht geplant. Sein Ziel sei gewesen, es in die Bundesliga zu schaffen, um sich auf diese Weise sein Studium zu finanzieren. Ab 1981 studierte er an der University of Washington in Seattle das Fach Internationales Wirtschaftswesen und spielte für die University of Washington Huskies. Er erhielt das Stipendium nur, da zuvor ein anderer Spieler keine Zulassung zur Hochschule erhalten hatte und deshalb kurzfristig ein Platz frei wurde. Auch Boise State University und Montana State University hatten zuvor Interesse am Deutschen gezeigt.
Durch seinen großen Fleiß entwickelte sich Schrempf spielerisch und körperlich stark weiter, betrieb unter anderem viel Krafttraining. In seinem ersten Jahr an der University of Washington hatte er noch einmal einen Wachstumsschub. Eigener Aussage nach war Schrempfs Aufmerksamkeit an der Hochschule vornehmlich mehr auf den Basketball und nicht das Studium gerichtet. In 122 Spielen für die Hochschulmannschaft erzielte er 1449 Punkte, also 11,9 pro Begegnung. Damit lag er in der ewigen Korbjägerliste der Mannschaft auf dem sechsten Rang, als er die Universität 1985 verließ. Seinen besten Saisonpunkteschnitt (16,8) erzielte Schrempf an der University of Washington 1983/84. In seinem letzten Jahr war er Mannschaftskapitän. Von 1983 bis 1985 gehörte dort sein Landsmann Christian Welp zu seinen Mannschaftskameraden.

### NBA
Im NBA-Draft 1985 wurde Schrempf von den Dallas Mavericks an achter Stelle ausgewählt. Er hatte zuvor mit fast allen Mannschaften, die eines der ersten zwölf Auswahlrechte besaßen, Kontakt gehabt, mit Dallas jedoch nicht. Dass er von den Texanern ausgewählt wurde, empfand Schrempf als Überraschung. Mit Uwe Blab hatte Dallas im selben Jahr einen weiteren Deutschen beim Draftverfahren ausgesucht, der in den folgenden Jahren sein Mannschaftskollege war. Er sei ohne Erwartungen in seine NBA-Karriere gegangen, so Schrempf rückblickend. Zunächst wurde er in Dallas nur unregelmäßig eingesetzt. Er kam meist von der Bank, erhielt in manchen Spielen viel Einsatzzeit, blieb teils aber auch in mehreren Spielen hintereinander völlig außen vor. In den ersten Jahren habe er sich in der NBA schwergetan und darüber nachgedacht, nach Europa zu wechseln. Schrempf sagte von sich, er habe immer viel trainiert, von Basketball nicht genug bekommen können und habe auch nach den langen NBA-Spielzeiten im Sommer jede Möglichkeit genutzt, um zu spielen. Der Durchbruch in der NBA gelang Schrempf mit dem Wechsel zu den Indiana Pacers im Jahre 1989. Dass er von Dallas nach Indiana abgegeben wurde, überraschte Schrempf, da die Texaner kurz zuvor Mark Aguirre abgegeben hatten und der Deutsche dadurch Stammspieler geworden war. In Indiana wurde Schrempf 1991 und 1992 zum besten Einwechselspieler der NBA (Sixth Man of the Year) gekürt. In seiner besten Saison in Indiana erzielte er 1992/93 19,1 Punkte, 9,5 Rebounds und 6 Assists pro Spiel. 1993 wurde er erstmals in das NBA All-Star Game eingeladen.
Im gleichen Jahr folgte der Wechsel nach Seattle zu den SuperSonics. Der Tausch (Schrempf nach Seattle, Derrick McKey und Gerald Paddio im Gegenzug nach Indiana) wurde erst Anfang November 1993, unmittelbar vor dem Saisonbeginn vollzogen. Schrempf zeigte sich über den Wechsel zunächst enttäuscht, da ihm von den Pacers während des Sommers gesagt wurde, er werde nicht abgegeben und er für seine Frau, die beiden kleinen Söhne und sich ein Haus in der Gegend gekauft hatte. Gleichwohl kam er mit Seattle in eine ihm vertraute Stadt, da er dort studiert hatte, was die Eingewöhnung Schrempf zufolge erleichterte. In Seattle feierte er neben seiner Zeit bei den Indiana Pacers die größten Erfolge und zog 1996 an der Seite von Gary Payton und Shawn Kemp in das NBA-Finale ein. Gegen die Chicago Bulls mit Superstar Michael Jordan verlor Seattle allerdings die Serie mit 2:4. Nach dem gegen Utah hart erkämpften Finaleinzug habe seiner Mannschaft insbesondere in den ersten beiden Endspielen gegen Chicago der Zug gefehlt, um diese zu gewinnen, was möglich gewesen wäre, so Schrempf. Er erhielt in seiner Zeit in Seattle in den Jahren 1995 und 1997 zwei weitere All-Star Nominierungen. Im Februar 1999 traf Schrempf am ersten Spieltag der verkürzten NBA-Saison 1998/99 auf die Dallas Mavericks mit seinem Landsmann Dirk Nowitzki, in dessen erstem NBA-Einsatz. Seine beste Punktausbeute in Seattle erreichte Schrempf in der Saison 1994/95 mit 19,2 je Begegnung.
Nach dem Ende der Saison 1998/99 wurde Schrempf von den Sonics entlassen und wechselte zu den Portland Trail Blazers, nachdem er zuvor auch bei den Utah Jazz und den San Antonio Spurs im Gespräch gewesen war. Seine Zeit in Portland erachtete er im Nachhinein als keine gute Erfahrung. Dort habe man eine Mannschaft gehabt, die vom Talent her den Meistertitel hätte gewinnen müssen, so Schrempf, der unter anderem fehlende Disziplin innerhalb der Mannschaft beklagte. Im Oktober 2000 gab Schrempf, der in den Vereinigten Staaten als der „beste deutsche Import seit dem Volkswagen“ bezeichnet wurde, im Alter von 37 Jahren das Ende seiner Spielerkarriere bekannt, sein Vertrag lief noch bis 2001. Ihn plagte zu dieser Zeit eine Nackenverletzung. Schrempf gab an, mehr Zeit mit seiner Familie verbringen und sich um geschäftliche Tätigkeiten kümmern zu wollen. Durch eine Verletzung seines früheren Mitspielers Scottie Pippen kam Schrempf allerdings während seines letzten Vertragsjahres noch zu 26 Einsätzen. Schrempfs Erwägung, zum Ende seiner Basketballkarriere noch einmal in Deutschland zu spielen und zum Bundesligisten Alba Berlin zu wechseln, wurde nicht umgesetzt.
Er wurde 2006 ins „Sonics 40th Anniversary Team“ gewählt; dieses ist eine Auswahl der 16 besten SuperSonics aus 40 Jahren Klubgeschichte. Der ehemalige deutsche NBA-Spieler stand lange auf der Kandidatenliste für die FIBA Hall of Fame und wurde 2021 in diese aufgenommen. Schrempf war einer der ersten aus Europa stammenden Spieler, die sich in der NBA durchsetzten. Zu seinen Stärken zählten die Vielseitigkeit und sein Vermögen, sowohl in Korbnähe als auch in korbfernen Positionen zu spielen. Während seiner NBA-Zeit erarbeitete er sich große Treffsicherheit von jenseits der Dreipunktelinie.

### Nationalmannschaft
Schrempf nahm mit der bundesdeutschen Juniorennationalmannschaft an der Europameisterschaft 1982 sowie an der Weltmeisterschaft 1983 teil. Bei beiden Turnieren war er bester Korbschütze der deutschen Mannschaft. 1983 war er zudem Leistungsträger der bundesdeutschen Herrennationalmannschaft bei der EM in Frankreich und mit 15,3 Punkten je Begegnung erfolgreichster Offensivspieler der DBB-Auswahl. Bei den Olympischen Sommerspielen 1984 erzielte er 18,9 Punkte pro Partie, was ebenfalls den Höchstwert der bundesdeutschen Mannschaft bedeutete, bei der EM 1985 war Schrempf mit 24,4 Punkten je Spiel drittbester Korbschütze aller Turnierteilnehmer, er erreichte mit Deutschland den fünften Platz.
Es folgte eine siebenjährige Pause in der Nationalmannschaft, in der Ausscheidungsrunde zu den Olympischen Spielen 1992 trat Schrempf wieder für die nunmehr gesamtdeutsche Auswahl an. Bei den nachfolgenden Spielen in Barcelona kam er auf einen Punktewert von 23,1 je Einsatz und lag in der Korbjägerliste des olympischen Turniers damit auf dem fünften Platz.
Nach der Olympia ’92 spielte Schrempf nicht mehr für die Nationalmannschaft. Die Teilnahme an der Europameisterschaft 1993 im eigenen Land sagte er Ende Mai 1993 wegen einer Knieverletzung ab. Insgesamt bestritt er 71 A-Länderspiele, seine Bestleistung erzielte er im Mai 1985, als er gegen Frankreich in seiner Heimatstadt Leverkusen auf 39 Punkte kam.

## Nach der Spielerlaufbahn
Nach seiner Spielerzeit widmete sich Schrempf unter anderem seiner 1996 gegründeten wohltätigen Stiftung, der „Detlef Schrempf Foundation“, die unter anderem mit Prominentengolfturnieren und Galaveranstaltungen Geld für bedürftige Jugendliche sammelt und rund 20 Millionen US-Dollar zusammentrug. Zuvor hatte er sich bereits seit 1993 für wohltätige Zwecke eingesetzt. Im Sommer 2017 veranstaltete er seine letzte Wohltätigkeitsgala. Schrempf gehörte 1999 zu den Gründern eines Fonds, der unter anderem Investitionen in Beteiligungskapital und Immobilien tätigte. Schrempf übernahm dabei unter anderem Aufgaben in den Bereichen Vermarktung, Geldbeschaffung und Beratung. Noch als Spieler hatte er im Jahr 2000 30 Prozent der Anteile am französischen Basketballklub Olympique d’Antibes übernommen.
Ab Januar 2006 war Schrempf zwei Jahre lang Co-Trainer bei den Seattle Supersonics. Als die Mannschaft nach Oklahoma City verkauft wurde, wollte Schrempf den Umzug nicht mitmachen. Ihm gefalle die Trainertätigkeit, aber nicht die in diesem Beruf häufig notwendigen Ortswechsel, sagte Schrempf später. 2007 lehnte er das Angebot ab, an der Seite von Dirk Bauermann als Assistenztrainer der deutschen Nationalmannschaft zu arbeiten, da er befürchtete, zu lange von seiner Familie getrennt zu sein. Eigener Aussage nach bot Schrempf dem Deutschen Basketball-Bund während seiner Karriere mehrmals an, jungen deutschen Spielern in ihrer Entwicklung zu helfen, indem er sie im Sommer oder für ein Jahr in die Vereinigten Staaten hole, worauf nicht eingegangen worden sei, da der Verband stets nur darauf aus gewesen sei, Schrempf in der Nationalmannschaft einsetzen zu können.
2010 wurde er in leitender Stellung für ein Vermögensberatungsunternehmen in Bellevue tätig. Schrempf ist Mitgründer eines Vereins, der Menschen die Ernährungsvorzüge von Fisch und Meeresfrüchten nahebringt.
Schrempf blieb dem deutschen Basketball unter anderem als Mitglied des Beirats der Basketball-Bundesliga verbunden. Dem Gremium gehörte er ab dessen Gründung 2009 an. Des Weiteren wirkte er in Deutschland und anderen Ländern an Jugendcamps mit.
Im April 2019 würdigte Schrempf zusammen mit Charles Barkley, Scottie Pippen, Larry Bird und Shawn Kemp im Rahmen einer Zeremonie die Laufbahn und Erfolge seines Landsmann Dirk Nowitzki nach dessen letztem Spiel. Alle fünf gehörten zu den Spielern, die Nowitzki als Jugendlicher bewundert hatte. Den Kontakt zwischen ihm und Nowitzki beschrieb Schrempf als lose.
Nach der Annahme der US-Staatsbürgerschaft wurde Schrempf ausgebürgert und sein deutscher Pass eingezogen, da er es nach eigener Aussage versäumt hatte, eine Beibehaltungsgenehmigung zu beantragen. Verheiratet ist er mit Mary Wagner, einer ehemaligen Leichtathletin des TSV Göggingen Augsburg, die er im Aktuellen Sportstudio des ZDF kennengelernt hatte. 2018 sagte Schrempf, er spreche Deutsch wie ein Jugendlicher, weil er Deutschland im Jugendalter verlassen habe. Er hat mit seiner Frau zwei Söhne. Sohn Alexander, der zeitweise eine deutschsprachige Schule besuchte, spielte ebenfalls Basketball, stand zeitweilig im Kader der deutschen Junioren-Nationalmannschaft und wurde Basketballtrainer.

## Erfolge
- Erster Europäer mit mehr als 15.000 Punkten in der NBA
- 1136 Spiele mit insgesamt 15.761 Punkten (Durchschnitt: 13,87 pro Spiel), 7023 Rebounds (6,2 pro Spiel) und 3833 Assists (3,4 pro Spiel) in der regulären Saison
- 114 Spiele mit 1432 Punkten (12,6 Punkte im Durchschnitt) und 565 Rebounds in 13 Play-off-Teilnahmen
- Zweimalige Teilnahme an Olympischen Spielen 1984 und 1992
- Zweimalige Teilnahme an der Europameisterschaft 1983 und 1985

## Ehrungen
- NBA Sixth Man-Award (1990/91 und 1991/92)
- All-NBA Third Team (1994/95)
- NBA-All Star mit Indiana (1993) und Seattle (1995, 1997)
- Mitglied im All Seattle SuperSonics Team („Sonics 40th Anniversary Team“) 2006
- Basketballer des Jahres in Deutschland (1992)
- Aufnahme in die FIBA-Ruhmeshalle (2021)[2]

## Sonstiges
Das 2007 erschienene Album Cease to Begin der US-amerikanischen Indie-Rock-Band Band of Horses beinhaltet ein Stück namens „Detlef Schrempf“.
In der amerikanischen Sitcom Parks and Recreation spielte Schrempf sich bereits in mehreren Kurzauftritten selbst.

## Statistiken

### NBA-Hauptrunde
| Saison              | Team                | GP    | GS  | MPG  | FG % | 3P % | FT % | RPG | APG | SPG | BPG | PPG  |
| ------------------- | ------------------- | ----- | --- | ---- | ---- | ---- | ---- | --- | --- | --- | --- | ---- |
| 1985–86             | Dallas              | 64    | 12  | 15.1 | .451 | .429 | .724 | 3.1 | 1.4 | .4  | .2  | 6.2  |
| 1986–87             | Dallas              | 81    | 5   | 21.1 | .472 | .478 | .742 | 3.7 | 2.0 | .6  | .2  | 9.3  |
| 1987–88             | Dallas              | 82    | 4   | 19.4 | .456 | .156 | .756 | 3.4 | 1.9 | .5  | .4  | 8.5  |
| 1988–89             | Dallas              | 37    | 1   | 22.8 | .426 | .125 | .789 | 4.5 | 2.3 | .6  | .2  | 9.5  |
| 1988–89             | Indiana             | 32    | 12  | 31.4 | .514 | .263 | .772 | 7.2 | 2.9 | .9  | .3  | 14.8 |
| 1989–90             | Indiana             | 78    | 18  | 33.0 | .516 | .354 | .820 | 7.9 | 3.2 | .8  | .2  | 16.2 |
| 1990–91             | Indiana             | 82    | 3   | 32.1 | .520 | .375 | .818 | 8.0 | 3.7 | .7  | .3  | 16.1 |
| 1991–92             | Indiana             | 80    | 4   | 32.6 | .536 | .324 | .828 | 9.6 | 3.9 | .8  | .5  | 17.3 |
| 1992–93             | Indiana             | 82    | 60  | 37.8 | .476 | .154 | .804 | 9.5 | 6.0 | 1.0 | .3  | 19.1 |
| 1993–94             | Seattle             | 81    | 80  | 33.7 | .493 | .324 | .769 | 5.6 | 3.4 | .9  | .1  | 15.0 |
| 1994–95             | Seattle             | 82    | 82  | 35.2 | .523 | .514 | .839 | 6.2 | 3.8 | 1.1 | .4  | 19.2 |
| 1995–96             | Seattle             | 63    | 60  | 34.9 | .486 | .408 | .776 | 5.2 | 4.4 | .9  | .1  | 17.1 |
| 1996–97             | Seattle             | 61    | 60  | 35.9 | .492 | .354 | .801 | 6.5 | 4.4 | 1.0 | .3  | 16.8 |
| 1997–98             | Seattle             | 78    | 78  | 35.2 | .487 | .415 | .844 | 7.1 | 4.4 | .8  | .2  | 15.8 |
| 1998–99             | Seattle             | 50    | 39  | 35.3 | .472 | .395 | .823 | 7.4 | 3.7 | .8  | .5  | 15.0 |
| 1999–00             | Portland            | 77    | 6   | 21.6 | .432 | .404 | .833 | 4.3 | 2.6 | .5  | .2  | 7.5  |
| 2000–01             | Portland            | 26    | 0   | 15.3 | .411 | .375 | .852 | 3.0 | 1.7 | .3  | .1  | 4.0  |
| Gesamt (Karriere)   | Gesamt (Karriere)   | 1,136 | 524 | 29.6 | .491 | .384 | .803 | 6.2 | 3.4 | .8  | .3  | 13.9 |
| All-Star-Teilnahmen | All-Star-Teilnahmen | 3     | 0   | 17.0 | .455 | .250 | .333 | 3.7 | 2.3 | .0  | .3  | 7.7  |

### NBA-Playoffs
| Saison            | Team              | GP  | GS | MPG  | FG % | 3P % | FT % | RPG  | APG | SPG | BPG | PPG  |
| ----------------- | ----------------- | --- | -- | ---- | ---- | ---- | ---- | ---- | --- | --- | --- | ---- |
| 1985–86           | Dallas            | 10  | 0  | 12.0 | .464 | .000 | .647 | 2.3  | 1.4 | .2  | .1  | 3.7  |
| 1986–87           | Dallas            | 4   | 0  | 24.3 | .371 | .000 | .455 | 3.0  | 1.5 | .8  | .5  | 7.8  |
| 1987–88           | Dallas            | 15  | 0  | 18.3 | .465 | .333 | .706 | 3.7  | 1.6 | .5  | .5  | 7.8  |
| 1989–90           | Indiana           | 3   | 3  | 41.7 | .489 | .000 | .938 | 7.3  | 1.7 | .7  | .3  | 20.3 |
| 1990–91           | Indiana           | 5   | 0  | 35.8 | .474 | .000 | .833 | 7.2  | 2.2 | .4  | .0  | 15.8 |
| 1991–92           | Indiana           | 3   | 0  | 40.0 | .383 | .500 | .893 | 13.0 | 2.3 | .7  | .3  | 21.0 |
| 1992–93           | Indiana           | 4   | 4  | 41.3 | .463 | .000 | .778 | 5.8  | 7.3 | .3  | .5  | 19.5 |
| 1993–94           | Seattle           | 5   | 5  | 34.8 | .520 | .333 | .867 | 5.4  | 2.0 | .2  | .6  | 18.6 |
| 1994–95           | Seattle           | 4   | 4  | 38.3 | .404 | .556 | .792 | 4.8  | 3.0 | .8  | .5  | 18.8 |
| 1995–96           | Seattle           | 13  | 13 | 37.6 | .475 | .368 | .750 | 5.0  | 3.2 | .7  | .2  | 16.0 |
| 1996–97           | Seattle           | 12  | 12 | 38.3 | .472 | .552 | .815 | 5.8  | 3.4 | 1.1 | .1  | 16.9 |
| 1997–98           | Seattle           | 10  | 10 | 37.5 | .512 | .143 | .816 | 7.7  | 3.9 | .7  | .1  | 16.1 |
| 1999–00           | Portland          | 15  | 0  | 18.4 | .393 | .167 | .830 | 3.5  | 2.0 | .3  | .0  | 5.6  |
| 2000–01           | Portland          | 3   | 0  | 10.7 | .667 | .667 | .667 | 1.7  | .3  | .0  | .0  | 4.7  |
| Gesamt (Karriere) | Gesamt (Karriere) | 106 | 51 | 29.3 | .465 | .373 | .789 | 5.0  | 2.6 | .5  | .2  | 12.6 |